# Новоукраинка (Богодуховский район)
Новоукра́инка (укр. Новоукраїнка) — село,
Дмитровский сельский совет,
Богодуховский район,
Харьковская область, Украина.
Код КОАТУУ — 6320882006. Население по переписи 2001 г. составляет 58 (27/31 м/ж) человек.

## Географическое положение
Село Новоукраинка находится на расстоянии в 2 км от сёл Короткое и Марьино.
В 4-х км протекает река Рябинка.
В 4-х км от села проходит автомобильная дорога Р-22.

## История
- 1781 — дата основания.

## Экономика
- В селе есть свинотоварная ферма.